# Ross Island (Andamanen)
Rosser Island ist eine kleine, unbewohnte Nebeninsel von South Andaman Island an der Hafeneinfahrt von Port Blair. Das zu den Andamanen gehörige Eiland hat eine Fläche von 31,2 Hektar.

## Geschichte
In Folge des Indischen Aufstands 1857 benötigte die britische Kolonialmacht in Indien Platz für die Unterbringung ihrer Gefangenen. Sie deportierte daher zunächst rund 200 Menschen auf die Insel und beschäftigte sie als Zwangsarbeiter bei der Rodung des Urwaldes und der Errichtung von Baracken sowie von Villen für die Aufseher der Strafkolonie. Während den Offizieren ein angenehmer Lebensstil mit gepflegten Gärten, Bungalows und Tenniscourt möglich war, mussten die Gefangenen Fronarbeit leisten. Sie litten an Mangelernährung und Krankheiten wie Malaria, Ruhr und Cholera. An den Gefangenen wurden medizinische Experimente mit Verabreichung von China-Rinde durchgeführt, um die Wirksamkeit von Malaria-Medikamenten zu testen. Indes bezeichneten die britischen Aufseher die Insel als „Paris des Ostens“.